# Château de La Châtre

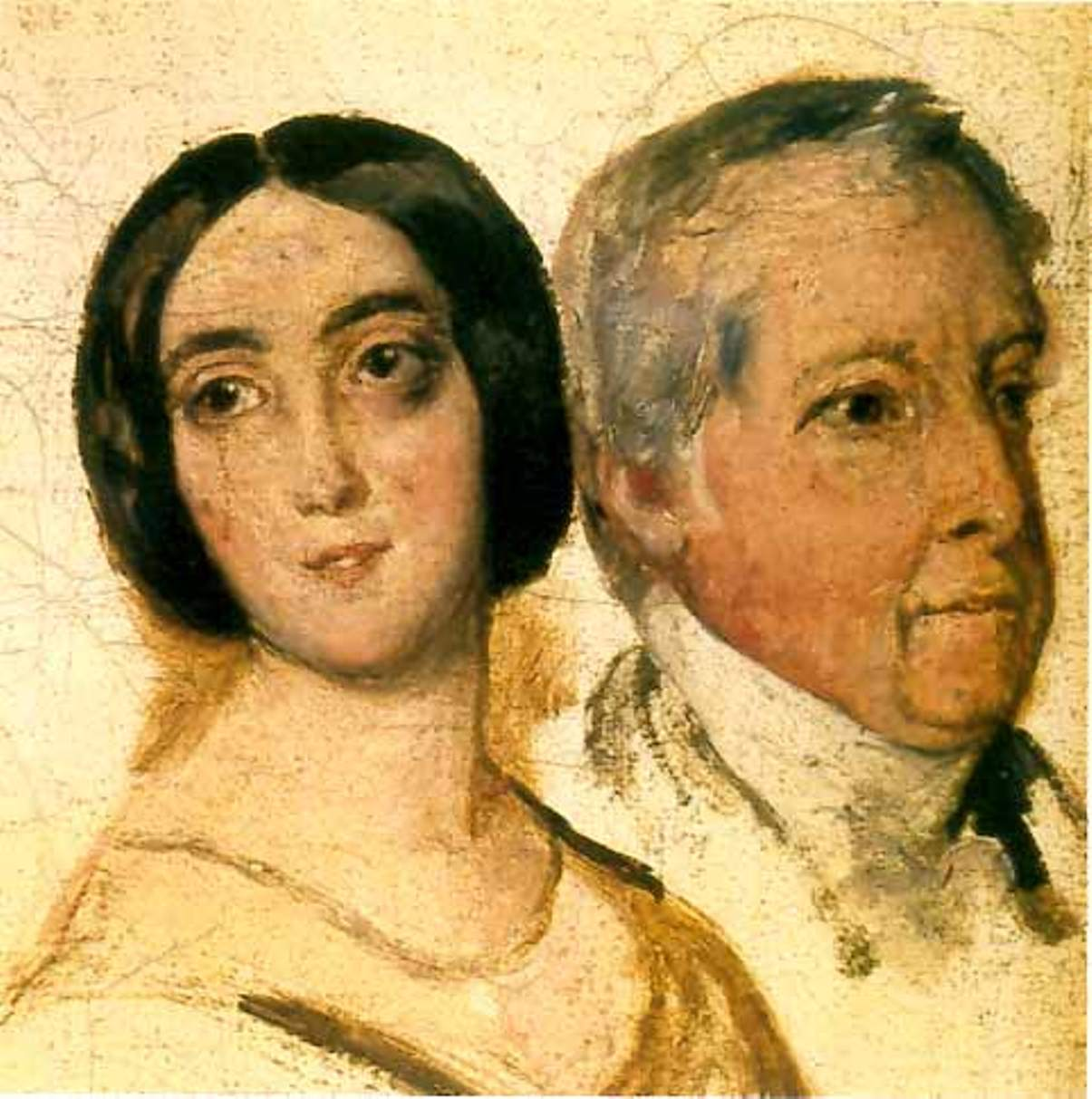
Portrait de George Sand et son époux le baron François Casimir Dudevant, par François-Auguste Biard.

Le château de La Châtre est situé à La Châtre, en France.

## Localisation
Le château est situé sur la commune de La Châtre, située dans le département de l'Indre, en région Centre-Val de Loire.

## Description et historique
Le donjon, tour rectangulaire, est tout ce qui reste du château de La Châtre, résidence de chasse des seigneurs de Chauvigny construite entre 1424 et 1427. En 1737, il devient prison royale.
La tour fut sans doute réédifiée en même temps que les derniers remparts de la ville, entre 1417 et 1440. L'intérieur des quatre étages est desservi par un escalier de pierre à vis en tourelle.
Le château est inscrit au titre des monuments historiques par arrêté du 2 mai 1927.

## Musée George Sand et de la Vallée Noire
En 1937, le château abrite le Musée George Sand et de la Vallée Noire, sur l'initiative d'un pharmacien né à La Châtre, Jean Depruneaux, qui y réunit des documents relatifs à George Sand, en lien avec le territoire qu'elle a décrit dans La Vallée-Noire. La ville devient propriétaire du donjon en 1967 et décide en 2016 de transférer les collections dans un lieu plus approprié à leur conservation. 
Un musée de poche est mis en place en 2020 dans le bâtiment de la bibliothèque municipale, l'hôtel de Villaines, par la ville,, qui décide en 2023 que le musée y sera installé de façon pérenne après des travaux d'aménagement.